# Endoconidioma populi
Endoconidioma populi är en svampart som beskrevs av Tsuneda, Hambl. & Currah 2004. Endoconidioma populi ingår i släktet Endoconidioma och familjen Dothideaceae.   Inga underarter finns listade i Catalogue of Life.